# ナルゲス・モハンマーディ
ナルゲス・モハンマーディまたはナルゲス・モハンマディ（ペルシア語: نرگس محمدی, 1972年4月21日 - ）は、イラン・イスラム共和国の科学者で人権活動家である。2023年、獄中にあってノーベル平和賞に選出された。イラン人のノーベル平和賞受賞はシーリーン・エバーディー（2003年）以来二人目で、共に活動してきた。

## 人物・経歴
イラン北西部のザンジャーン出身で、郷里に近いガズヴィーンにあるイマーム・ホメイニ大学で核物理学を専攻した。
少女時代の1979年に起きたイラン革命後、おじ、いとこが逮捕され、9歳の時、いとこが処刑されて母親の悲痛な叫びを目のあたりにしたことが、死刑廃止と女性の権利を訴える活動の原点となった。シーリーン・エバーディーが創設した人権擁護者センター（DHRC）の副代表を務める。
夫のタギ・ラフマニも人権活動家であり、男女の双子とともに亡命してフランスに滞在している。
2016年にイラン当局に拘束され「社会体制を脅かすプロパガンダ」を理由に禁錮16年を宣告されている。2020年には一時釈放されたが2022年に再び拘束され、エヴィーン刑務所に収監された。刑務所の独房に収監された経験は、後に出版する『白い拷問』の中にまとめられた（後述）。アムネスティ・インターナショナルから良心の囚人の一人に認定されている。
2022年秋に始まったイランの現体制への抗議運動に対しても、家族のInstagramを通じて支持を表明し、発端となったマフサ・アミニの死から1年の2023年9月16日には、象徴であるヘジャブに刑務所内で火をつけた。
2022年にはBBCが選ぶ100人の女性に選出された。

### ノーベル平和賞
2023年にノルウェー・ノーベル委員会はモハンマーディに「イランにおける女性の弾圧に抵抗し、すべての人々の人権と自由を促進する戦いに対して」ノーベル平和賞を授与し、釈放を呼び掛けた。ノーベル委員会によると、イラン当局によって13回の拘束、5度の有罪判決を受け、量刑は合計で禁錮31年、鞭打ち154回に及ぶ。
彼女は米国『ニューヨーク・タイムズ』の記者へ「世界的な称賛が私にさらなる情熱と希望を与えてくれる。勝利は近い」とのメッセージを託した。夫は共同通信社の電話取材に「生涯をかけた活動と抵抗の結果だ」と語った。
モハンマーディの家族は受賞発表直後、SMSに謝意を示した上で「すべてのイランの人々、とりわけ正義、平和、平等を強く訴えてきた女性たちにとって成果だ」というメッセージを投稿した。
一方、イラン保守強硬派系のタスニム通信は「政治的な賞だ」と批判した。
獄中から秘密裏に持ち出されて、娘のキアナにより読み上げられてノーベル平和賞公式サイトに掲載されたナルゲスのメッセージによると、彼女への平和賞授与決定が伝えられると、刑務所女子房では2022年のデモにおけるスローガン「女性、命、自由」が響いたといい、ナルゲスは民主主義と自由、人権、平等の獲得に向けた活動を続ける意思を改めて表明し、「勝利は容易ではないが、確かなものだ」と締めくくった。

## 著書
- 「白い拷問」 星薫子 訳、講談社 2024年 ISBN 978-4065353813